# Philipp Anton Schmidt

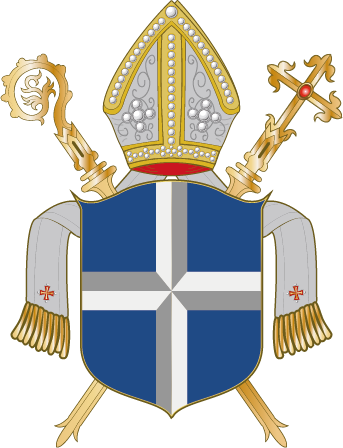
Wappen des Bistums Speyer

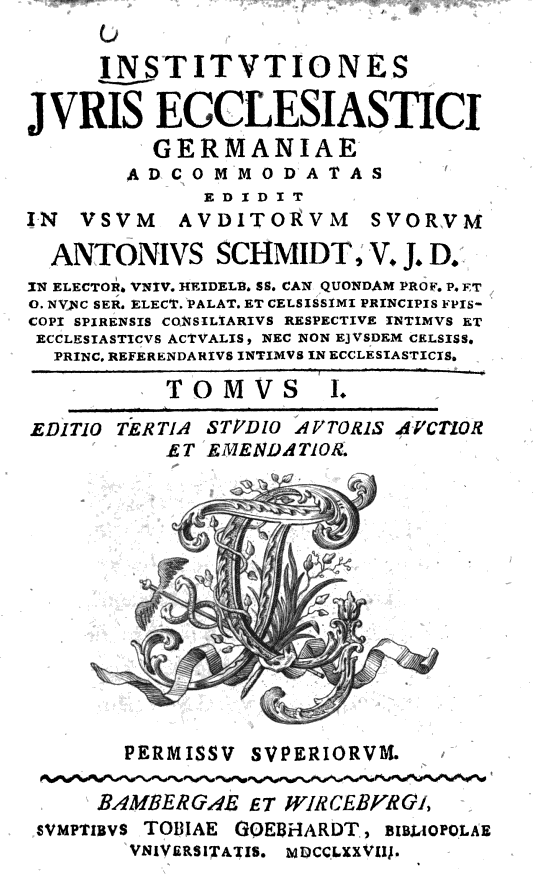
Titelblatt eines Buches von Philipp Anton Schmidt, 1778

Philipp Anton Schmidt (* 13. Mai 1734 in Arnstein (Unterfranken); † 13. September 1805 in Bruchsal) war Jesuit und Weihbischof in Speyer sowie Titularbischof von Thermae Basilicae.

## Leben und Wirken
Philipp Anton Schmidt stammte aus dem unterfränkischen Städtchen Arnstein, wo sein Vater als Oberzöllner im Dienste des Fürstbischofs von Würzburg amtierte. Er war einer von vier Söhnen der Beamtenfamilie, die alle Geistliche wurden; sein jüngster Bruder war der Priesterhistoriker Michael Ignaz Schmidt (1736–1794).
Der junge Mann trat 1751 zu Mainz in den Jesuitenorden ein, lehrte von 1754 bis 1759 am Jesuitenkolleg Bamberg die Humaniora, studierte an der Bamberger Universität Theologie sowie Kirchenrecht und promovierte in beiden Fächern. Am 18. September 1762 erhielt er die Priesterweihe.
Danach wirkte Schmidt von 1769 bis 1778 als Professor des Kirchenrechtes an der Universität Heidelberg; 1770 promovierte er überdies in weltlichem Recht. Er behielt seinen Lehrstuhl auch nach Auflösung des Jesuitenordens 1773 bei und wurde Weltpriester. Zu diesem Zweck ließ er sich 1775 förmlich ins Bistum Speyer inkardinieren. Schon in Heidelberg verfasste er zahlreiche Schriften gegen den nationalkirchlichen und aufklärerischen Febronianismus. Hierdurch wurde der Speyerer Fürstbischof Damian August von Limburg-Stirum auf ihn aufmerksam, der dieselben Positionen vertrat. Er zog ihn als Regens an das Speyerer Priesterseminar in Bruchsal, wo er kanonisches und ziviles Recht lehrte. 1777 erhielt Schmidt ein Kanonikat am Speyerer Allerheiligenstift, später auch eine Pfründe an der Bruchsaler Liebfrauenkirche. 1780 wurde er Geheimer Rat und Vikariatsdirektor des Hochstifts, wodurch er die weltlichen Regierung des Landes leitete.
Als der Speyerer Weihbischof Johann Andreas Seelmann 1789 starb, trat Philipp Anton Schmidt an seine Stelle. Am 29. März 1790 wurde er zum Titularbischof von Thermae Basilicae und Weihbischof im Bistum Speyer ernannt. Die Bischofsweihe erteilte ihm Fürstbischof Damian August von Limburg-Stirum am 16. Mai desselben Jahres persönlich. 
Schmidt hatte 1787 bereits für seinen Landesherrn die berühmte Streitschrift gegen die Emser Punktation verfasst und Franz Xaver Remling bezeichnet ihn als den „rechten Arm“ von Limburg-Stirum, in allen theologischen Angelegenheiten. Beim Einrücken der französischen Revolutionstruppen hatte sich Weihbischof Schmidt 1795 überstürzt auf die Flucht begeben, was ihm eine Rüge seines bischöflichen Herrn eintrug.
1797 starb Damian August von Limburg-Stirum. Philipp Franz Wilderich Nepomuk von Walderdorf wurde sein Nachfolger als letzter Fürstbischof von Speyer. Auch unter ihm versah Philipp Anton Schmidt weiterhin seine Ämter, wenngleich er schon kränklich war.
Durch die französische Okkupation der deutschen Gebiete links des Rheines wurden gemäß dem Konkordat von 1801 zwischen Papst Pius VII. und Napoleon, jeweils an den Départementssitzen auch gebietsmäßig deckungsgleiche Bistümer eingerichtet. Die alten deutschen Diözesen erklärte man hinsichtlich ihrer linksrheinischen, nun französischen Teile, für aufgelöst. Die linksrheinischen Gebiete des Hochstifts Speyer fielen politisch größtenteils an das neue französische Département du Mont-Tonnerre mit der Hauptstadt Mainz, in religiöser Hinsicht an das deckungsgleiche, neue Großbistum Mainz. Ein kleinerer Teil fiel an das Département Bas-Rhin und das deckungsgleiche Bistum Straßburg.
Rechtsrheinisch bestand das Hochstift Speyer bis zum Reichsdeputationshauptschluss von 1803 politisch und religiös weiter, danach nur noch als geistliche Körperschaft. Philipp Anton Schmidt starb 1805 als letzter Weihbischof des alten Bistums in Bruchsal und wurde am 15. September 1805 auf dem dortigen Friedhof bei St. Peter beigesetzt. 1810 starb auch Fürstbischof von Walderdorf, 1821 fiel das rechtsrheinische Speyerer Restgebiet als „Vikariat Bruchsal“ an das neue Erzbistum Freiburg. Linksrheinisch entstand zu dieser Zeit das neue – nun rein bayerische – Bistum Speyer.

## Kirchengeschichtliche Bedeutung
Otto B. Roegele zufolge gilt für Philipp Anton Schmidt – aufgrund seiner Autorenschaft der Speyerer Streitschrift gegen die Emser Punktation – das Gleiche, was Johannes Rößler in den Mitteilungen des Historischen Vereins der Pfalz (Jg. 1915) schon über Fürstbischof August Damian Limburg-Stirum geschrieben hatte: „Er hat durch sein Eintreten den Einfluß des Papstes auf die deutschen Katholiken erhalten und die Zerreißung des Katholizismus in Nationalkirchen verhindert. Die ruhige Weiterentwicklung des römischen Katholizismus in deutschen Landen ist sein Werk.“
Philipp Anton Schmidt zählte zu den berühmtesten Kanonisten seiner Zeit.